# 한양대학교 총학생회

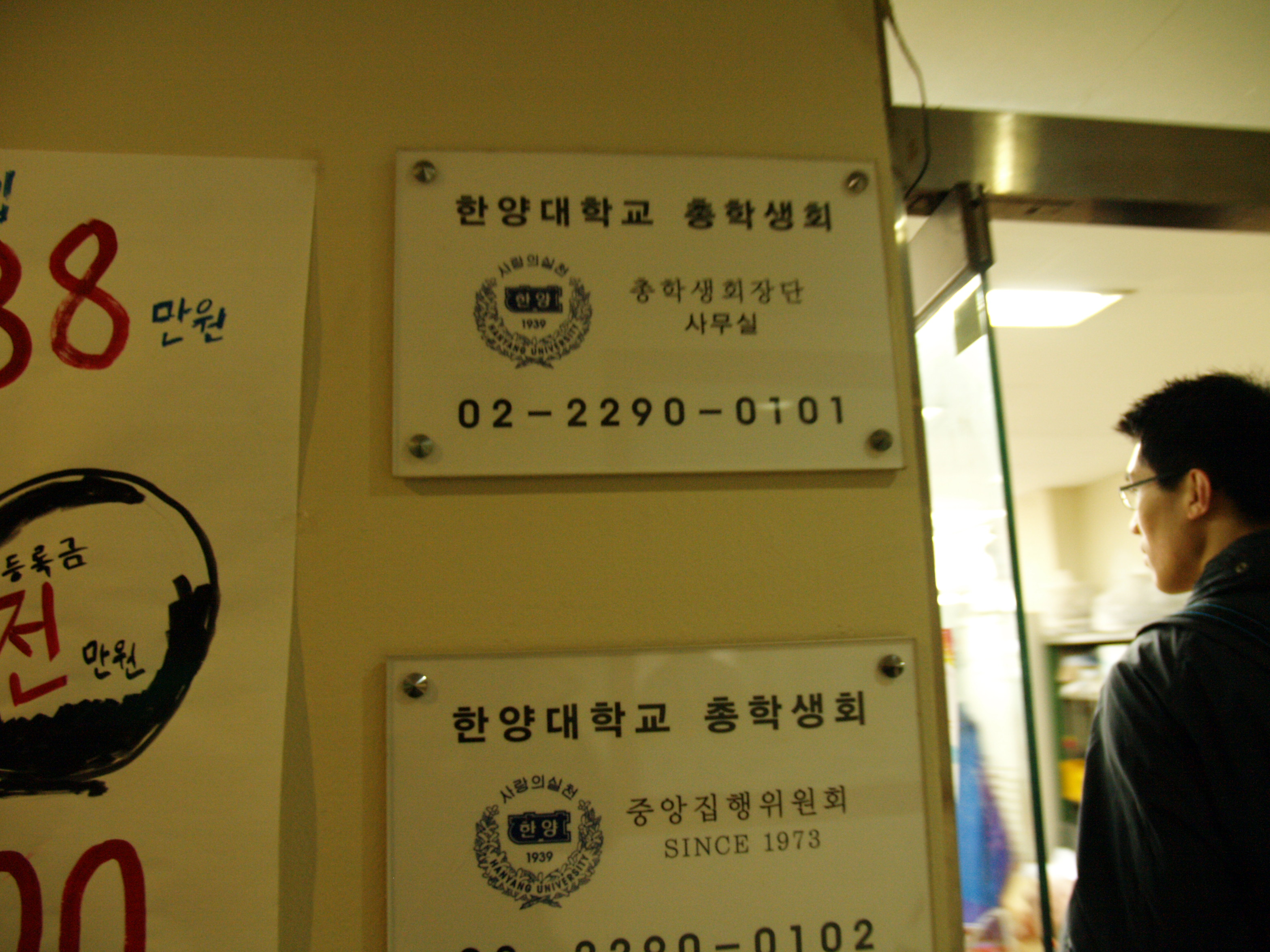
한양대학교 총학생회실

한양대학교 총학생회(漢陽大學校 總學生會, General Students Association, Hanyang University)는 한양대학교 학생복지 및 관련 활동에 대한 총괄업무를 맡는 학생자치조직이다. 1960년 조직
되었으며 2001년 이전까지는 정치적 운동권의 성격이 강했으나, 2002년 '소리없는 99%의 명예혁명' 비운동권 총학생회 당선 이후부터는 학생복지 중심의 학생회로 변해가고 있다. 
 서울캠퍼스에서는 (2015년) Solution 총학생회가 역임중이며, 에리카캠퍼스에서는 (2015년) 두근두근 총학생회가 업무를 수행하고 있다. 한양대학교 학생회관 5층에 소재(서울 캠퍼스).

## 역사 (서울캠퍼스)
한양대학교는 총학생회를 주축으로 1990년대 후반까지 '학생운동의 성지'라 불릴만큼 학생운동과 대한민국의 민주화에 공헌을 하였다.

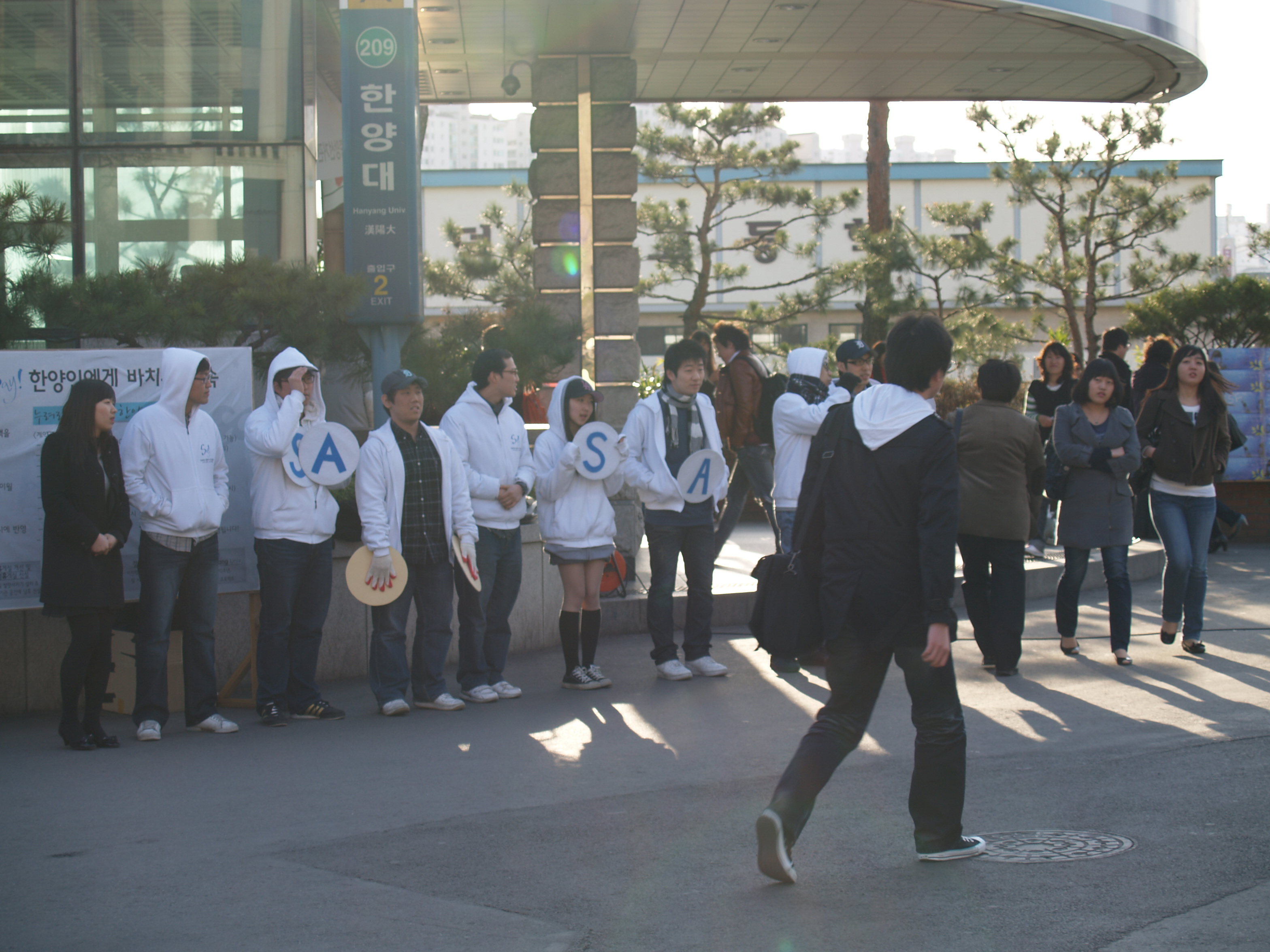
2009년 총학생회 선거 선거운동중인 SAY 선거본부

### 소리없는 99%의 명예혁명
약칭 '소명'이라고 하며, 신진수를 중심으로 한 선거본부 및 총학생회다. 2002년 최초로 당선된 비운동권 총학생회다. 같은 해, 서울 경기지역 14개 대학 총학생회와 함께 비운동권 총학생회 연합을 출범하
 
는 등의 활동을 보였으며,
이후 2003년에는 한총련 시위 방식이 과격하다는 것을 계기로 하여 한총련을 정식으로 탈퇴하였다.
 
2006년의 34대 소명 총학생회(2006년)가 '포유'와 '한타스틱'으로 갈라서는 조직 분열
 
을 겪은 뒤, 2008년 33대 소명 총학생회(2005년) 집행부를 중심으로 새롭게 건설된 SAY(Same As You)로 그 맥이 이어졌다.

### 체인지 포유
체인지 포유는 한양대학교의 한총련계열 선거본부 및 총학생회다. 주요 구성원이나 인맥은 운동권으로 표방되는 한총련, 민주노동당등과 밀접하나 기존의 한양대학교 운동권과는 달리 과격한 정치행동을 삼갔으며, 학생복지와 관련한 공약도 내세웠다. 2007년 부정선거 의혹 속에 첫 당선자를 배출했으며 이후 2008년 회계부정으로 인한 자진사퇴
 
전까지 학생회를 운영하고 있었다.

### 한양을 말하다, SAY
2009년 일반학우들과 같다는 것을 표방하며 당선된 학생회. 학생복지 및 학교위상과 관련된 공약
 
을 다수 내걸어 당선되었다.
또한 학생회 간부들의 장학금을 환원하여 제 3 세계의 아동을 살리는데 기부하는등의 사회공헌활동을 하였다.
 
또한 박종경 졸업생의 문제제기에 따라 임기말 외부 회계감사를 시행하고. 투명회계운용을 위해 정식회계프로그램을 구입하여 설치하기도 했다.

### 기타 총학생회 관련단체

#### 비상대책위원회(2008)
2008년 Change4U 총학생회의 공약불이행을 계기로 한양대학교 서울 자유게시판에서 경제금융대학 박종경 학생 및 4학년이 추축이 되어 결성한 단체. 총학생회 운영 전반에 대한 문제점을 제기하다 회계부정 사실을 밝혀내 총학생회의 총 사퇴를 유도했다. 이후 정상화운영위원회 출범에 따라 비대위는 해체를 하였다.

#### 정상화운영위원회(2008)
2008년 Change4U 총학생회의 총 사퇴로 인한 업무 공백을 매꾸기 위해 출범한 단체, 당시 정보통신대학 회장이었던 김준호 학생을 위원장으로 하여 각 단과대 회장들로 구성하였다. 총학생회 업무 대행과 회계부정 사후처리등의 업무를 하였으며 공인회계사 관련자격증을 보유한 정보기술경영학과 황인용 학생을 주축으로 하여 회계감사를 실시하였다. 2009년 '한양을 말하다, SAY' 선거운동본부의 당선과 함께 해체하였다.

#### 2기 비상대책위원회(2018)
2017년 총학생회 선거 과정에서 총학생회장 후보와 낙선운동 대표의 공방이 계속돼 논란이 지속되며 총학생회 선거에서 개표 득표율 50%를 넘지 못해 투표가 무산되었고 2018년 3월 선거도 무산되어 최초로 학기 중 비상대책위원회가 성립되었다.

## 주요 활동
한양대학교 총학생회는 주로 다음과 같은 업무를 수행한다.
- 학생요구 수렴 및 건의
- 학교관련 학생중심행사 주관 및 추진
  - 라치오스 / 별망제 (봄 축제)
  - 애한제 / 밀물제 (가을 축제)
  - MBC FM4U 공개방송
- 등록금 협상[12]
- 학교 관련 정책 참가
- 기타 공약 이행

## 사건/사고
한양대학교 제35대 및 36대 총학생회를 역임하던 체인지 포유에서 약 1400만원의 배임 및 횡령을 한 사건. 사건의 발단은 회계부정과는 거리가 있는 공약위반이었다. 이후 결성된 비상대책위원회의 문제제기에 따라 회계부정이 드러나 2008년 5월 총 사퇴를 하게 되었다.

## 같이 보기
- 한양대학교
- 라치오스 (한양대학교 봄 축제)